# Casselse voetbalbond
De Casselse voetbalbond (VCB) (Duits: Verband Casseler Ballspielvereine) was een regionale voetbalbond uit de Hessische stad Cassel (toenmalige schrijfwijze), die bestond van 1903 tot 1906.

## Geschiedenis
De VCB werd op 8 december 1903 opgericht door de clubs 1. FV 1895 Cassel, FV 1897 Cassel, FV Kurhessen 1893 Cassel, FC Hermes 1903 Rothenditmold, FV Hohenzollern 1903 Cassel en 1. BC Sport 1894 Cassel, dat zich echter voor de start van het seizoen terugtrok. 
Casseler FV 95 werd de eerste kampioen en mocht direct naar de nationale eindronde, waar de club in de eerste ronde met 5-3 verloor van Duisburger SpV.
In november 1904 werden de clubs Hermes en Kurhessen ontbonden en Hohenzollern en Sport trokken zich terug, waardoor het tweede kampioenschap stopgezet werd.
Of het derde seizoen gespeeld werd is niet duidelijk. De voetbalbond sloot zich bij de Noord-Duitse voetbalbond aan, maar wisselde later op verzoek van de Casselse clubs naar de West-Duitse voetbalbond.

## Overzicht kampioenen
- Seizoen1903/04:
  - 1. Klasse: Casseler FV 95
  - 2. Klasse: onbekend

- Seizoen 1904/05:
  - 1. Klasse: Kampioenschap stopgezet
  - 2. Klasse: Kampioenschap stopgezet

- Seizoen 1905/06:
  - 1. Klasse: onbekend
  - 2. Klasse: onbekend